# 中泰國境戰爭

## 背景
1938年出任暹羅首相的鑾披汶·頌堪，雖然擁有華人血統，卻是個主張法西斯主義的極右翼親日軍事獨裁者，極度推崇「大傣（泰）族主義」。
1939年，鑾披汶·頌堪把國名由“暹羅王國”改為“泰王國”（1945-1949年間改稱“暹羅王國”，1949年再改稱“泰王國”），意圖推行「泰國人的泰國」政策。
鑾披汶·頌堪主張泰國周邊所有傣（泰）族人為主的地區，應該被納入泰王國的領土。鑾披汶·頌堪主張“收復”的領土，分別位於隸屬於法屬印度支那的法屬寮國與法屬柬埔寨，以及英屬馬來亞、英屬緬甸，還有一些則位在中華民國雲南省境內（西雙版納地區）。
19世紀開始，新帝國主義勢力進入中南半島，暹羅的周邊領土、屬地接連被英法兩國併吞，併入法屬印度支那、英屬緬甸與英屬馬來亞境內。因此二戰期間，泰國乘法國被納粹德國佔領，無力處理東南亞事務之際，以“收復失土”名義對法属印度支那發動戰爭（第二次泰法戰爭），可以說是“名正言順”。但中國雲南的傣族地區，自古以來就不隸屬於泰國，鑾披汶·頌堪執意進攻雲南，可以說是“名不正，言不順”的侵略行動。
1941年12月8日大日本帝國偷襲珍珠港後啟動南方作戰進攻東南亞的英美荷殖民地，日軍亦進入泰國和泰軍發生衝突，但很快頌堪政府和日本結盟，允許日軍穿過泰國進攻緬甸及馬來西亞，頌堪希望以此收復從英國奪走的失地。缅甸和馬來亞被日軍佔領後，泰國得到了他們想要的土地包括撣邦、玻璃市、登嘉樓等。泰軍佔領撣邦後，國民政府唯恐泰軍圖謀以緬北作為進攻雲南西雙版納的跳板，仿效納粹德國佔領蘇台德區的模式，煽動西雙版納占多數的傣族居民脫離中華民國獨立。因此國民政府派遣中國遠征軍第六軍入緬，積極防禦泰軍。中泰兩國終究得在戰場上兵戎相見。

1867 - 1909年間暹羅喪失的領土

## 戰役經過

### 景棟作戰

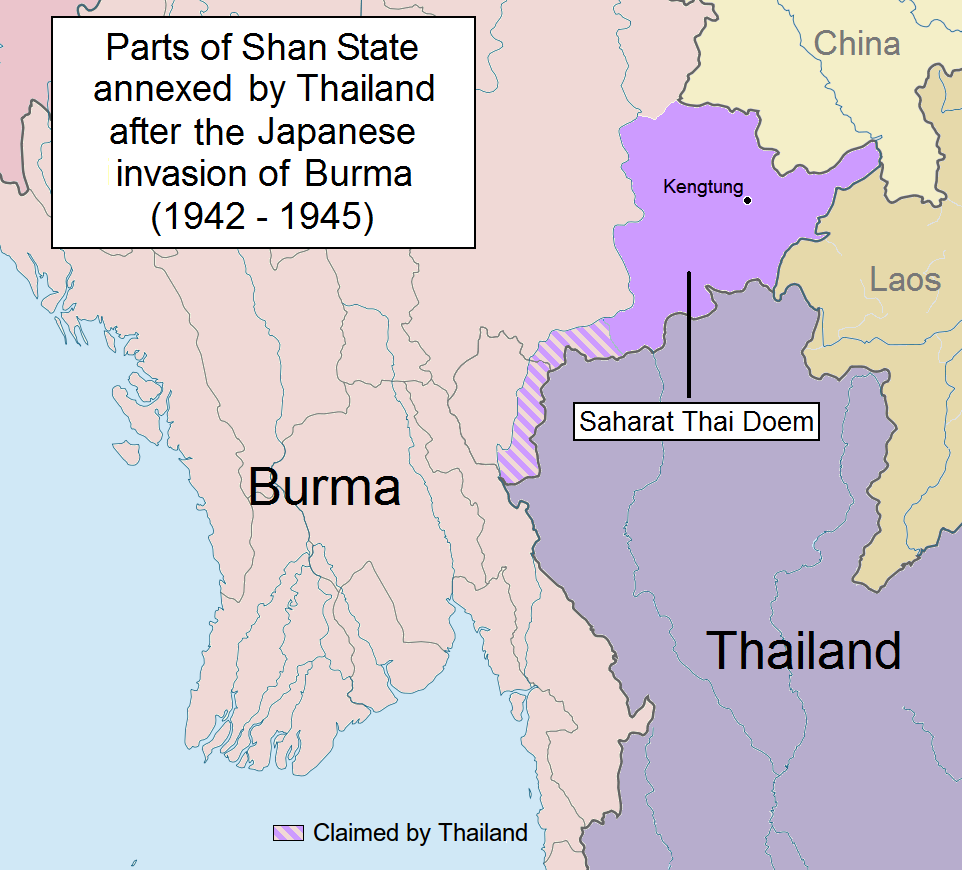
紫色部分是泰軍在緬北東撣邦佔領區成立的“源泰邦”行政區，也是中、泰景棟戰役主要交戰地區

1942年3月13日，進入緬北景棟的泰軍首度遭遇駐紮該地的中國遠征軍第六軍第93師。第六軍軍長甘麗初堅持“釁不我開”的立場，因此93師僅以優勢兵力將泰軍逐回泰國，雙方並未爆發激烈戰鬥。
5月3日，泰軍投入大量軍隊，再度進犯景棟。6月5日，泰軍佔領景棟。93師持續在景棟鄰近地區，以游擊戰方式突襲、騷擾泰軍。不久，93師主力部隊撤回雲南防守，僅留下少數部隊留守緬北。得知93師主力撤回雲南後，泰軍展開收復東撣邦所有“失土”的行動。93師師長呂國銓下令留在緬北的93師部隊持續進行游擊任務，拖延泰軍推進雲南的速度。

### 泰軍入侵雲南
得知93師主力撤回雲南後，泰軍兩度越過南壘河，進攻雲南邊境，皆被93師擊敗。泰軍4步兵師第34營第4連的連長他儂·吉滴卡宗上尉因帶領第4連將士安全逃出雲南，撤回緬甸，被視為民族英雄（因當時泰軍第4步兵師除了第4連，其餘部隊大多死傷慘重）。二戰結束後，兩度擔任泰國首相。

## 逸事
二戰期間與泰軍數度交鋒的93師，因國軍在在國共內戰中的失利而流落緬甸北部，為“泰緬孤軍”的起源。1961年，未撤回臺灣的孤軍第三軍、第五軍，在李文煥將軍、段希文將軍的帶領下進入泰北，與二戰老敵人泰國政府合作，與意圖赤化東南亞的泰共與苗共作戰，但那也已經是歷史的後話了。